# Wilhelm Herget
Wilhelm Herget (Estugarda, 30 de junho de 1910 — Estugarda, 27 de março de 1974) foi um oficial alemão que serviu na Luftwaffe durante a Segunda Guerra Mundial. Foi condecorado com a Cruz de Cavaleiro da Cruz de Ferro com Folhas de Carvalho.

## Sumário da carreira

### Condecorações
- Cruz de Ferro (1939)
  - 2ª classe
  - 1ª classe
- Distintivo de Voo do Fronte da Luftwaffe em Ouro
- Cruz Germânica em Ouro (7 de fevereiro de 1942) como Oberleutnant no III./NJG 3[4]
- Cruz de Cavaleiro da Cruz de Ferro (20 de junho de 1943) como Hauptmann e Gruppenkommandeur do I./NJG 4[5][6]
  - 451ª Folhas de Carvalho (11 de abril de 1944) como Major  e Gruppenkommandeur do I./NJG 4[6][7]